# Leichtathletik-Halleneuropameisterschaften 2011/Medaillenspiegel
Medaillenspiegel der Leichtathletik-Halleneuropameisterschaften 2011 in Paris.
Die Platzierungen sind in der Grundeinstellung nach der Anzahl der gewonnenen Goldmedaillen sortiert, gefolgt von der Anzahl der Silber- und Bronzemedaillen (lexikographische Ordnung). Weisen zwei oder mehr Länder eine identische Medaillenbilanz auf, werden sie alphabetisch geordnet auf dem gleichen Rang geführt. Die Sortierung kann nach Belieben geändert werden.
Nachdem mittlerweile drei russische Athletinnen wegen Verstößen gegen die Anti-Doping-Bestimmungen disqualifiziert wurden, übernahm Frankreich die Tabellenspitze.
| Medaillenspiegel Endstand nach 26 Wettbewerben | Medaillenspiegel Endstand nach 26 Wettbewerben | Medaillenspiegel Endstand nach 26 Wettbewerben | Medaillenspiegel Endstand nach 26 Wettbewerben | Medaillenspiegel Endstand nach 26 Wettbewerben | Medaillenspiegel Endstand nach 26 Wettbewerben |
| Platz                                          | Nation                                         | Gold                                           | Silber                                         | Bronze                                         | Gesamt                                         |
| ---------------------------------------------- | ---------------------------------------------- | ---------------------------------------------- | ---------------------------------------------- | ---------------------------------------------- | ---------------------------------------------- |
| 1                                              | Frankreich                                     | 5                                              | 5                                              | 2                                              | 12                                             |
| 2                                              | Russland                                       | 5                                              | 2                                              | 5                                              | 12                                             |
| 3                                              | Deutschland                                    | 3                                              | 4                                              | 3                                              | 10                                             |
| 4                                              | Großbritannien & NI                            | 3                                              | 4                                              | 2                                              | 9                                              |
| 5                                              | Polen                                          | 2                                              | 2                                              | 1                                              | 5                                              |
| 6                                              | Tschechien                                     | 2                                              | 1                                              | 1                                              | 4                                              |
| 7                                              | Italien                                        | 2                                              | 1                                              | 0                                              | 3                                              |
| 8                                              | Spanien                                        | 1                                              | 2                                              | 1                                              | 4                                              |
| 9                                              | Portugal                                       | 1                                              | 1                                              | 0                                              | 2                                              |
| 9                                              | Ukraine                                        | 1                                              | 1                                              | 0                                              | 2                                              |
| 11                                             | Belarus                                        | 1                                              | 0                                              | 0                                              | 1                                              |
| 12                                             | Aserbaidschan                                  | 0                                              | 1                                              | 1                                              | 2                                              |
| 12                                             | Türkei                                         | 0                                              | 1                                              | 1                                              | 2                                              |
| 14                                             | Litauen                                        | 0                                              | 1                                              | 0                                              | 1                                              |
| 15                                             | Belgien                                        | 0                                              | 0                                              | 2                                              | 2                                              |
| 15                                             | Norwegen                                       | 0                                              | 0                                              | 2                                              | 2                                              |
| 17                                             | Dänemark                                       | 0                                              | 0                                              | 1                                              | 1                                              |
| 17                                             | Niederlande                                    | 0                                              | 0                                              | 1                                              | 1                                              |
| 17                                             | Rumänien                                       | 0                                              | 0                                              | 1                                              | 1                                              |
| 17                                             | Schweden                                       | 0                                              | 0                                              | 1                                              | 1                                              |
| 17                                             | Slowakei                                       | 0                                              | 0                                              | 1                                              | 1                                              |
| Gesamt                                         | Gesamt                                         | 26                                             | 26                                             | 26                                             | 78                                             |